# إل. شانكار
إل. شانكار (بالإنجليزية: L. Shankar) هو ملحن هندي، ولد في 26 أبريل 1950 في تشيناي في الهند.

## وصلات خارجية
- إل. شانكار على موقع IMDb (الإنجليزية)
- إل. شانكار على موقع ميوزك برينز (الإنجليزية)
- إل. شانكار على موقع ميوزك برينز (الإنجليزية)
- إل. شانكار على موقع أول ميوزيك (الإنجليزية)
- إل. شانكار على موقع ديسكوغز (الإنجليزية)